# Betsy Wade
Elizabeth Wade Boylan (Manhattan, 18 de julio de 1929-Manhattan, 3 de diciembre de 2020), conocida profesionalmente como Betsy Wade, fue una periodista y columnista de prensa estadounidense que en 1956 se convirtió en la primera mujer en editar noticias en The New York Times. En 1974, fue una de las siete demandantes en una histórica demanda colectiva contra el Times por discriminación de género. Wade también fue la primera mujer que ocupó el puesto de redactora jefe de la sección de información extranjera en 1972. Wade continuó trabajando para el Times hasta 2001.

## Biografía
Wade nació el 18 de julio de 1929, hija de Sidney y Elizabeth Manning Wade en Manhattan. Tenía una hermana menor, Ellen. Sidney Wade era ejecutivo de Union Carbide y su madre había heredado dinero familiar. Su madre luchó contra una enfermedad mental durante la infancia de Wade. La familia se mudó a los suburbios de Bronxville, Nueva York, en 1934. En su escuela secundaria y en Bronxville High School, trabajó en el periódico estudiantil. Cuando tenía catorce años sus padres se divorciaron. Estudió en el Carleton College de Minnesota, se trasladó al Barnard College de Nueva York, donde se licenció en 1951. En 1952 obtuvo un máster en periodismo por la Universidad de Columbia y fue la primera de su promoción en corrección de textos.

## Trayectoria
La carrera de Wade comenzó en el New York Herald Tribune, en la sección femenina, en 1952. Ese mismo año fue despedida al enterarse el periódico de que estaba embarazada. Wade trabajó para la Newspaper Enterprise Association durante los dos años siguientes. Wade trabajó para la Asociación de Empresas de Periódicos durante los siguientes dos años. Se incorporó a The New York Times como redactora en 1956, convirtiéndose en la primera mujer en editar noticias para el periódico. Fue asignada brevemente a la redacción de la página femenina, pero en 1958 había vuelto a la redacción noticias. Se convirtió en la primera mujer redactora en la sección de noticias extranjeras y en la primera subdirectora de la misma sección. En 1972, cuando se convirtió en la primera mujer jefa de la sección de noticias extranjeras, un puesto apodado "la tragamonedas", el Times lo anunció en el órgano de su casa con el titular "Betsy está en la tragamonedas: la primera mujer en conseguirlo".
Wade se afilió al Sindicato de Periódicos. Llegó a ser miembro del Consejo Ejecutivo Internacional del sindicato y, en 1978, se convirtió en la primera mujer presidenta del sindicato local de Nueva York. También fue miembro fundador del Comité de Mujeres del Times, creado en 1972.
El reportaje del Times sobre los Papeles del Pentágono, que Wade ayudó a preparar para su publicación, ganó el Premio Pulitzer por Servicio Público de 1972.
Wade y otras seis demandantes interpusieron un pleito, en 1974, contra el Times por el trato que dispensaba a sus empleadas. La demanda exigía mejores salarios y oportunidades para el personal femenino y se resolvió a favor de las demandantes.
En 1979, se convirtió en la primera mujer presidenta del New York Newspaper Guild. Wade le dijo a Nan Robertson en su libro de 1992 The Girls in the Balcony (Las chicas del balcón), "La redacción no puso un biombo a mi alrededor. Pero sacaron las escupideras de la sala de la ciudad la primera semana. Un chico de la redacción cogió un volante y lo puso alrededor de mi bote de pasta".
Wade se convirtió en columnista semanal y se hizo cargo de la columna El viajero práctico del Times en 1987. Una recopilación de sus columnas se publicó en forma de libro con el título The New York Times Practical Traveler Handbook (1994).
Tras 45 años en el Times, Wade se jubiló en 2001. Después de su jubilación, impartió clases de política pública y periodismo en el Hunter College.

## Premios y honores
La publicación del Times de los Papeles del Pentágono, que Wade ayudó a preparar, ganó un premio Pulitzer en 1972 por meritorio servicio público en periodismo.
Wade ganó el Lifetime Achievement Award otorgado por la Sociedad de Silurianos en 2016.
El Simposio de Periodismo y Mujeres creó una beca para mujeres periodistas "de color" en su honor, la Betsy Wade Fund Fellowship.

## Vida personal
Se casó con James Boylan el 27 de diciembre de 1952. Boylan, que enseñó en la Escuela de Graduados de Periodismo de la Universidad de Columbia de 1957 a 1979, fundó la Columbia Journalism Review en 1961. Posteriormente se trasladó a la Universidad de Massachusetts Amherst, donde es profesor emérito de periodismo e historia.
Wade y Boylan tuvieron dos hijos, seis nietos y tres bisnietos.

## Muerte
A Wade le diagnosticaron cáncer de colon en 2017 y falleció el 3 de diciembre de 2020, a los 91 años, en su casa en Manhattan, en laciudad de Nueva York.